# Arrenurus bicaudatus
Arrenurus bicaudatus är en kvalsterart som först beskrevs av Marshall 1908.  Arrenurus bicaudatus ingår i släktet Arrenurus och familjen Arrenuridae. Inga underarter finns listade i Catalogue of Life.